# Еліс Бол
Еліс Августа Бол (англ. Alice Augusta Ball 24 липня 1892 — 31 грудня 1916) — американська науковець-хімік, яка розробила ін'єкційний масляний екстракт, що був найбільш ефективним засобом для лікування прокази на початку XX століття і залишався таким до 1940-х років. Вона стала першою жінкою і першою афроамериканкою, яка закінчила Гавайський університет зі ступенем магістра.

## Дитинство і освіта
Народилася 24 липня 1892 року в Сіетлі, штат Вашингтон, в родині Джеймса Преслі і Лаури Луїзи (уродженої Ховард) Болів. Її сім'я за своїм становищем перебувала між середнім і вищим середнім класами, оскільки батько Бол був редактором газети, фотографом і юристом. Її дід, Джеймс Бол-старший, був також відомим фотографом і одним з перших афроамериканців в Сполучених Штатах, що вивчав дагеротипію. Джеймс Бол-старший переїхав на Гаваї зі своєю сім'єю в 1903 році, але помер через рік, в результаті чого сім'я була змушена переїхати назад до Сіетлу в 1905 році.
Після повернення в Сіетл Бол поступила в старшу школу Сіетла і отримала високі оцінки з наукових предметів. Закінчивши цей навчальний заклад в 1910 році, вона поступила у Вашингтонський університет вивчати хімію. Після чотирирічного навчання там, вона отримала ступінь бакалавра в галузі фармацевтичної хімії і фармакології. Вона також опублікувала спільно зі своїм науковим керівником в галузі фармакології 10-сторінкову статтю в престижному журналі Американського хімічного товариства під назвою «Бензенування в розчині ефіру». Після закінчення університету Бол запропонували стипендії для навчання в Каліфорнійському університеті в Берклі й Гавайському університеті. Бол вирішила повернутися на Гаваї, щоб отримати ступінь магістра в галузі хімії. У 1915 році вона стала першою жінкою-негритянкою, яка закінчила зі ступенем магістра Гавайський університет.

## Дослідження
У рамках післядипломної наукової кар'єри в Гавайському університеті Бол досліджувала хімічний склад і діючу речовину рослини Piper methysticum (перець п'янкий) для написання магістерської дисертації. Під час роботи над дисертацією доктор Гаррі Т. Холман з лікарні Каліха на Гаваях, попросив Бол допомогти йому розробити метод, щоб ізолювати активні хімічні сполуки в маслі чаулмугри (або шалмугрі). Масло чаулмугри раніше використовувалося для лікування прокази з суперечливими результатами. Більшість пацієнтів з проказою не наважувалися протягом тривалого часу вживати це масло, оскільки воно було гірким на смак і, як правило, спричиняло розлад шлунка. Бол розробила процес, що дозволив ізолювати етилові ефіри жирних кислот в олії чаулмугри так, щоб вони могли вводитися за допомогою ін'єкції, але померла перш, ніж змогла опублікувати свої результати. Ще один хімік Гавайського університету, Артур Л. Дін, продовжив її роботу і почав виробляти у великій кількості ін'єкцій екстракту чаулмугри. У 1918 році гавайський лікар повідомив в часописі Journal of the American Medical Association, що загалом 78 пацієнтів були виписані у задовільному стані з лікарні Каліха здоров'я після лікування їх ін'єкціями. Ізольований етиловий ефір залишався кращим засобом для лікування прокази до тих пір, поки в 1940-х роках були розроблені сульфаніламідні препарати.

## Смерть і спадщина
Еліс Августа Бол померла 31 грудня 1916 року у віці 24 років. Вона захворіла під час своїх досліджень і повернулася в Сіетл для лікування за кілька місяців до своєї смерті. У 1917 році в статті в газеті Pacific Commercial Advertiser як причина смерті було названо отруєння хлором, яке могло статися під час її викладання. Проте, точна причина її смерті невідома, оскільки початкове свідоцтво про її смерть було змінено, після чого причиною смерті в ньому був визначений туберкульоз.
Хоча її наукова кар'єра була короткою, Бол розробили основи нового метода лікування прокази, який продовжував застосовуватися до 1940-х років. Гавайський університет не визнавав її роботи протягом майже дев'яносто років. У 2000 році університет, нарешті, визнав Бол, присвятивши їй меморіальну дошку на самотньому університетському дереві чаулмугри в Бахман-Холі. У той же день колишній губернатор Гаваїв, Мазі Хірон, оголосив 29 лютого «Днем Еліс Бол», який наразі відзначається раз на чотири роки . Згодом Бол була удостоєна медаллю Пошани Радою регентів Гавайського університету в 2007 році.